# Чус Алонсо
Хесус Алонсо Фернандес (ісп. Jesús Alonso Fernández), що був відомий як Чус Алонсо (ісп. Chus Alonso, 24 квітня 1917, Гавана — 9 жовтня 1979, Мадрид) — іспанський футболіст, що грав на позиції нападника, зокрема за «Реал Мадрид», а також національну збірну Іспанії.

## Клубна кар'єра
У дорослому футболі дебютував 1934 року виступами за команду «Реал Ов'єдо», в якій провів один сезон, взявши участь у 3 матчах чемпіонату. 
Протягом 1935—1936 років захищав кольори клубу «Реал Вальядолід».
Своєю грою за останню команду привернув увагу представників тренерського штабу клубу «Реал Мадрид», до складу якого приєднався 1936 року. Відіграв за мадридський клуб наступні тринадцять сезонів своєї ігрової кар'єри. У складі мадридського «Реала» був одним з головних бомбардирів команди, маючи середню результативність на рівні 0,45 гола за гру першості. За цей час двічі допомогав команді виборювати Кубок Іспанії.
Завершив ігрову кар'єру у команді «Реал Сарагоса», за яку виступав протягом 1949—1950 років.

## Виступи за збірну
1942 року провів три офіційні матчі у складі національної збірної Іспанії.
Помер 9 жовтня 1979 року на 63-му році життя в Мадриді.

## Титули і досягнення
- Володар Кубка Іспанії (2):

«Реал Мадрид»: 1946, 1947
- Володар Кубка Еви Дуарте (1):

«Реал Мадрид»: 1947